# Aegus atricolor
Aegus atricolor es una especie de coleóptero de la familia Lucanidae.

## Distribución geográfica
Habita en Vietnam.